# Tony Maylam
Tony Maylam (Londres, 26 de enero de 1943) es un cineasta británico, reconocido por haber dirigido las películas The Riddle of the Sands, The Burning y Split Second. Por su trabajo en el documental White Rock, en 1977 recibió una nominación a los premios BAFTA.

## Filmografía

### Ficción
| Año  | Título                       | Director | Escritor |
| ---- | ---------------------------- | -------- | -------- |
| 1979 | The Riddle of the Sands      | Sí       | Sí       |
| 1981 | The Burning                  | Sí       | Historia |
| 1983 | The Sins of Dorian Gray      | Sí       | No       |
| 1988 | Across the Lake              | Sí       | No       |
| 1992 | Split Second                 | Sí       | No       |
| 2001 | Phoenix Blue                 | Sí       | Sí       |
| 2008 | Journal of a Contract Killer | Sí       | Sí       |

### Documentales
| Año       | Título                                             | Director | Escritor | Productor |
| --------- | -------------------------------------------------- | -------- | -------- | --------- |
| 1972      | Just to Prove It                                   | Sí       | Sí       | No        |
| 1972      | Cup Glory                                          | Sí       | Sí       | Sí        |
| 1977      | Genesis: In Concert                                | Sí       | No       | Sí        |
| 1977      | White Rock                                         | Sí       | Sí       | No        |
| 1977      | Olympic Harmony                                    | Sí       | Sí       | No        |
| 1980      | Olympic Spirit                                     | Sí       | No       | No        |
| 1986      | Hero: The Official Film of the 1986 FIFA World Cup | Sí       | Sí       | No        |
| 2004-2005 | Victory by Design                                  | Sí       | No       | No        |
| 2006      | Marque of a Legend: Cars                           | Sí       | Sí       | No        |